# Municipio de Pierce (Dakota del Norte)
El municipio de Pierce (en inglés: Pierce Township) es un municipio ubicado en el condado de Barnes en el estado estadounidense de Dakota del Norte. En el año 2010 tenía una población de 74 habitantes y una densidad poblacional de 0,81 personas por km².

## Geografía
El municipio de Pierce se encuentra ubicado en las coordenadas 47°12′19″N 98°23′13″O / 47.20528, -98.38694. Según la Oficina del Censo de los Estados Unidos, el municipio tiene una superficie total de 91.53 km², de la cual 91,1 km² corresponden a tierra firme y (0,47 %) 0,43 km² es agua.

## Demografía
Según el censo de 2010, había 74 personas residiendo en el municipio de Pierce. La densidad de población era de 0,81 hab./km². De los 74 habitantes, el municipio de Pierce estaba compuesto por el 100 % blancos. Del total de la población el 0 % eran hispanos o latinos de cualquier raza.